# Автосекретарь
Автосекретарь — это система обработки входящих телефонных вызовов.
Автосекретарь подключается к офисной (учрежденческой) АТС и обеспечивает дозвонившимся абонентам возможность донабора внутреннего номера абонента.

## История
Автосекретарь изначально появился и остается до сих пор устройством только корпоративного применения (не персонального).
Появление автосекретарей исторически было связано с необходимостью снизить нагрузку на обычных секретарей (людей), которые проводили первичную обработку телефонных вызовов, поступающих в различные компании.
По статистике, автосекретарь позволял уменьшить штат секретарей в два раза. Например, вместо десяти человек, оставить пять.
В настоящее время автосекретарь и обычные секретари работают параллельно.

## Современный автосекретарь
Современный автосекретарь подключается к абонентской линии офисной АТС и обрабатывает вызов по следующей схеме:
1. «поднимает трубку»
2. воспроизводит приветствие (например, «Здравствуйте, вы позвонили в компанию такую-то! Наберите внутренний номер абонента или дождитесь ответа оператора!»)
3. позволяет донабрать внутренний номер абонента
4. переводит телефонный вызов

Наличие в автосекретаре системы многоуровневых вложенных голосовых меню позволяет реализовывать различные алгоритмы обработки входящих вызовов. Типичный пример вложенных голосовых меню — звонок в справочную службу любой крупной компании. Выглядит он следующим образом:
- «Если вы хотите получить информацию о новых тарифах, нажмите один»
- «Если вам нужна техническая поддержка, нажмите два»
- и так далее.

При заходе в каждый из пунктов голосового абоненту могут быть предложены дополнительные варианты переходов.
Продвинутые модели автосекретарей также оснащаются функцией голосовой почты, что позволяет оставлять абонентам голосовые сообщения.

## Конструктивное исполнение
Автосекретари выпускают сами производители АТС, в этом случае устройства представляют собой платы расширения для установки внутрь телефонной станции.
Автосекретари также выпускаются в виде отдельностоящих устройств. В отличие от платы расширения АТС такой автосекретарь может подключаться к офисной АТС любого производителя.
Также автосекретарь может быть выполнен в виде программно-аппаратного комплекса. В этом случае интеллектуальная обработка входящих звонков ложится на программную часть. Устройство же выполняет простые операции над телефонной линией типа: поднять трубку, положить трубку, выдать DTMF сигнал и т.д., и управляется программной частью комплекса.
Сервис автосекретаря также предоставляют телекоммуникационные компании: услуга подключается на SIM-карту, которая будет выступать в виде платформы автосекретаря. Платформа может вести статистику: хранить информацию о входящем потоке клиентов и в автоматическом режиме отсылать отчеты на почту. Также вести запись разговора и дать возможность записать приветствие в личном кабинете. По сути, автосекретарь - интеллектуальный сервис, позволяющий организовывать многоканальную связь без затрат на дополнительное оборудование. Ещё одним примером конструктивного решения может являться подключение автосекретаря к АТС по SIP-протоколу и "приземление" всего трафика на платформу PBX.

## Характеристики автосекретаря
Типичные характеристики автосекретаря:
- 1-4 телефонные линии
- количество голосовых меню - до 40 (для программного автосекретаря неограниченно)
- 1-8 почтовых ящиков (для программного автосекретаря неограниченно)
- определение сигнала факс-аппарата
- программирование с телефона и ПК